# Bryophila ereptricula
Bryophila ereptricula là một loài bướm đêm thuộc họ Noctuidae. Loài này có ở hầu khắp miền trung và miền nam châu Âu, từ Thụy Điển và Phần Lan, về phía nam tới Ý và Hy Lạp và từ Đức về phía đông tới Belarus. Nó cũng được ghi nhận ở Tây Ban Nha.
Sải cánh khoảng 23–28 mm. Cá thể trưởng thành mọc cánh từ tháng 7 tới tháng 8.
Ấu trùng ăn địa y và tảo.